# Aquila (1942)
El portaaviones Aquila fue el primer portaaviones Italiano durante la Segunda Guerra Mundial, ordenado junto al Sparviero por la Regia Marina luego de la derrota en Matapan el año anterior.

## Desarrollo
Fue tras la Batalla del Cabo Matapán, cuando la Regia Marina comprendió la necesidad de tener un portaaviones. Así, en julio de 1941 fue cursada la orden para transformar los trasatlánticos gemelos de la naviera  Navigazione Generale Italiana Roma y Agustus en portaaviones que llevarían los nombres de Aquila y Sparviero. El Aquila sería un portaaviones de escuadra mientras que por razones económicas el Sparviero sería portaaviones de escolta; ninguno de los dos fue terminado.
Varios fueron los factores que decidieron a los responsables por este buque:
En primer lugar no era demasiado viejo, pues llevaba 15 años en servicio. Pese a ello, y como los años no pasan en balde ni para los barcos, éste necesitaba de serios trabajos de reparación para poder mantenerse operativo y sobre todo, competitivo. En estas circunstancias el armador no puso demasiados reparos a la hora de ceder el buque para su posterior reconversión.
Otro de los factores que desembocaron en su elección fue que la mayor parte de la estructura interna del mismo precisaba de urgente modernización, por lo que la conversión podría hacerse sin necesidad de desaprovechar material aparentemente útil. 
A ello debemos sumar el hecho de que los motores instalados en el Roma no eran los más adecuados para un portaaviones. De modo que todas estas circunstancias permitían la transformación de un casco adecuado, en un tipo de buque diferente, sin desaprovechar ninguno de sus componentes esenciales por cuanto que todos ellos precisaban de reparación o restauración casi completa.

## Casco
Tomada la decisión y cursadas las órdenes oportunas, se procedió de inmediato a su transformación
La parte sumergida, la obra viva, fue modificada instalándose tanques laterales en el mismo para con ello minimizar la estela de la derrota del buque y mejorar con ello el flujo de agua alrededor del casco, el cual fue ensanchado unos 5 metros aproximadamente
Para permitir la ubicación de un hangar interior, capaz de albergar 30 o 40 aviones, así como los sistemas de soporte necesarios, fueron modificados y reorganizados, todos los compartimentos internos. 
Había sido construido por Ansaldo en 1926, quien también lo reconvirtió en Génova entre 1941 y 1943, fue rebautizado Aquila (Águila) en febrero de 1942.

## Planta motriz
El motor original consistía en cuatro turbinas Parsons que permitían desarrollar una velocidad máxima de 21,5 nudos. Estas turbinas fueron reemplazadas y en su lugar se instalaron otras cuatro, que habían sido concebidas para su montaje en los Cruceros Ligeros clase Capitani Romani y se encontraban disponibles como consecuencia de la cancelación de la construcción de cuatro de los 12 buques originariamente previstos. Cada una de las cuatro turbinas con que se dotó al buque desarrollaba una potencia de 50 000 Cv, pero fueron limitadas por razones de equilibrio a un desarrollo máximo de 37 500 Cv. Las hélices fueron igualmente remplazadas por otras especialmente diseñadas para el Portaaviones.

## Superestructura
La superestructura del portaaviones una vez desmantelada la cubierta original estaba formada por una isla de varios pisos de altura colocada a mitad de la longitud de eslora, hacia estribor. Tras ella se colocó una enorme chimenea que recogía los gases emanados de los escapes de las calderas. 
La cubierta de vuelo era continua, de proa a popa, y aunque era, desde luego una parte integral del casco, estaba sostenida por una especial estructura metálica. Por otra parte en ambos lados de la cubierta se instalaron varios puentes secundarios cuya labor era sostener el armamento del buque y algunos equipos. 

## Armamento
El armamento del portaaviones se diseñó desde el punto de vista de la defensa antiaérea e incluía 8 cañones de 135/45 y 12 de 65/64, instalados sobre montajes unitarios, y ubicados en salientes a ambos lados de la cubierta. La defensa incluía también 132 ametralladoras de 20/65 en 22 montajes séxtuples; se distribuían a ambos lados de la cubierta y al frente y detrás de la isla.
En lo que a la protección del buque se refiere, era muy limitada, y se centraba exclusivamente en las partes vitales del mismo. La cubierta de vuelo carecía de protección, ni siquiera un cinturón blindado como en la mayoría de sus coetáneos. Solo se instaló una ligera protección blindada para el timón y algunos “bulkheads” estaban llenos de hormigón para mejorar la protección. 

## Otros aspectos
Los japoneses participaron y colaboraron con el grupo de diseño y desarrollo italiano para la construcción del Aquila, e incluso es muy probable que pilotos italianos se hubieran adiestrado en portaaviones japoneses, para su posterior destino al Aquila: 
El ala de combate con que iba a dotarse al buque se componía de 51 aviones. Ya que el tiempo apremiaba y no podía esperarse a la fabricación de un diseño propio, se optó por el caza Reggiane Re.2001 en su versión OR Serie II al que se le hicieron las mejoras necesarias para su uso en cubierta. 
Este era un monoplaza había entrado en servicio en 1941. Equipado con un motor Alfa Romeo RA 1000 41 (Daimler-Benz DB 601 de 1175 Cv,  construido bajo licencia), alcanzaba una velocidad máxima de 540 km/h armado con dos ametralladoras de 12,7 mm y otras dos más de 7,7 mm a lo que se sumaba una instalación ventral para llevar una bomba. En la versión naval para el portaaviones se había modificado el tren de aterrizaje, y reforzado a fin de soportar los duros aterrizajes en cubierta dotándosele de un gancho para apontaje.
Al abandonar los alemanes el proyecto Graf Zeppelin Italia compró los bombarderos en picado Stuka navalizados Ju 87C para servir en su portaaviones. 
La instalación y ubicación de los 51 aparatos en el buque, constituía un clásico ejemplo del ingenio italiano. Habida cuenta de que en los dos hangares situados bajo cubierta solo se podían alojar 36 aviones (26 y 10 respectivamente), el resto, hasta completar los 51 debían ir colgando del techo, lo cual hubiera comprometido su estabilidad caso de ser atacado con su dotación aérea sin haber despegado.
Estaba prevista la construcción de Re.2001 con alas plegables. De haber conseguido desarrollar este proyecto, el buque hubiera podido alojar un máximo de 66 aviones.

## Final del Aquila
En septiembre de 1943, cuando estaba casi totalmente terminado y listo para las primeras pruebas de mar, fue incautado por los alemanes en Génova tras el armisticio. En octubre de 1943 fue parcialmente destrozado e incendiado por bombardeos aliados. En junio de 1944 resultó seriamente dañado por nuevos bombardeos aliados y más tarde, el 19 de abril de 1945 fue hundido como consecuencia de las bombas colocadas por miembros de la resistencia italiana, evitando con ello que los alemanes bloquearan el puerto hundiendo en su entrada el Aquila. Puesto a flote fue remolcado hasta la Spezia donde fue desguazado entre 1951-52.